# Vastagcsőrű szaltator
A vastagcsőrű szaltator (Saltator maxillosus)  a madarak osztályának verébalakúak (Passeriformes) rendjébe és a tangarafélék (Thraupidae) családjába tartozó faj.
A magyar név forrással nincs megerősítve.

## Rendszerezés
Besorolása vitatott, egyes rendszerezők a kardinálispintyfélék (Cardinalidae) családjába sorolják a nemével együtt.

## Előfordulása
Brazília és Argentína területén honos. A természetes élőhelye szubtrópusi és trópusi síkvidéki és hegyi erdők, valamint erősen leromlott egykori erdők.

## Megjelenése
Átlagos testtömege 50.8 gramm.